# Státní kancelář
Státní kancelář (do roku 1792 oficiálně Haus- Hof- und Staatskanzlei, tedy Domácí, dvorská a státní kancelář) byl úřad, který v habsburské monarchii od roku 1742 (definitivně 1753) představoval nejvyšší instanci v zahraničních věcech a věcech habsburského domu (s jistými změnami až do roku 1848, kdy byla kancelář přeměněna na ministerstvo císařského a královského domu a zahraničních věcí). Státní kancléři tedy byly fakticky ministři zahraniční, postupně získali faktické postavení ministerských předsedů.
Státní kancelář vznikla vyloučením jistých pravomocí z Rakouské dvorské kanceláře. Definitivní podobu získala po reformách Václava Antonína z Kounic roku 1753. Kounic také výrazně zasáhl do vnitrostátních věcí (byl hlavní organizátor druhé vlny tereziánských reforem). Za jeho působení také vznikla Orientální akademie (dnešní Diplomatická akademie ve Vídni), jakožto rodinná domácí instituce byl pod státní kancelář začleněn i Haus-, Hof und Staatsarchiv (Domácí, dvorní a státní archiv, dnes část Rakouského státního archivu). 
Úřad státního kancléře získal na důležitosti za působení Klemense Václava z Metternichu, který do své pravomoci získal také policii.

## Státní kancléři
- 1742–1753 Antonín Corfitz z Ulfeldu
- 1753–1792 Václav Antonín z Kounic
- 1792–1793 Jan Filip Cobenzl
- 1793–1800 Johann Amadeus Franz von Thugut
- 1800–1805 Jan Ludvík Cobenzl
- 1805–1809 Jan Filip ze Stadionu
- 1809–1848 Klemens Wenzel von Metternich[1]